# Deer Creek (Oklahoma)
Deer Creek es un pueblo ubicado en el condado de Grant en el estado estadounidense de Oklahoma. En el año 2010 tenía una población de 130 habitantes y una densidad poblacional de 325 personas por km².

## Geografía
Deer Creek se encuentra ubicado en las coordenadas 36°48′19″N 97°31′9″O / 36.80528, -97.51917 (36.805326, -97.519098).

## Demografía
Según la Oficina del Censo en 2000 los ingresos medios por hogar en la localidad eran de $36 563 y los ingresos medios por familia eran $40 625. Los hombres tenían unos ingresos medios de $33 750 frente a los $25 625 para las mujeres. La renta per cápita para la localidad era de $15 618. Alrededor del 14,0% de la población estaban por debajo del umbral de pobreza.